# Wiktor Wiktorowitsch Bilibin

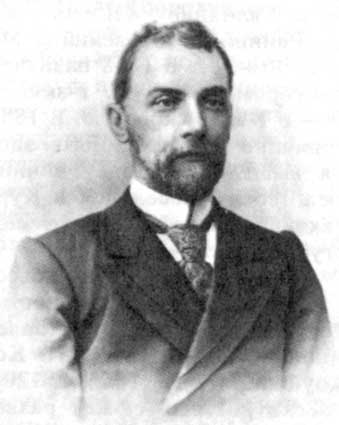
Wiktor Wiktorowitsch Bilibin

Wiktor Wiktorowitsch Bilibin (russisch Виктор Викторович Били́бин; * 7. Januarjul. / 19. Januar 1859greg. in Sankt Petersburg; † 30. Maijul. / 12. Juni 1908greg., in Sankt Petersburg) war russischer Prosaiker, Dramatiker, Journalist des 19. Jahrhunderts.
Er wurde am 7. Januar (19) 1859 in Sankt Petersburg geboren. Er war der Sohn eines Staatsrates und ein erblicher Adeliger. Er absolvierte das St. Petersburger Gymnasium Nr. 5 mit einer Goldmedaille (1877) und die juristische Fakultät der St. Petersburger Universität mit einem Abschluss in Jura (1881). Nach dem Studium war er Kandidat für eine Richterstelle in der Strafkassationsabteilung des Senats, 1884 nahm er seinen Abschied und wurde ein Assistent eines vereidigten Rechtsanwalts.
1886 trat er in den Dienst der Generaldirektion für Post und Telegrafie, wo er 1890–1900 die internationale Abteilung leitete. Er wurde in den Rang eines Staatsrats befördert.
Er war verheiratet mit A. A. Solovyova, eine Mitarbeiterin der Zeitschrift „Oskolki“  (russisch «Осколки»). Seit 1885 war er mit Anton Pawlowitsch Tschechow befreundet und fünfzehn Jahre lang führten sie einen offenen Briefwechsel. Bekannt sind 15 Briefe von Tschechow an Bilibin und 96 Briefe von Bilibin an Tschechow. In den Jahren 1906–1908, nach dem Tod von Nikolaj Aleksandrowitsch Leikin, war der Herausgeber und Verleger von der Zeitschrift „Oskolki“.
Er starb am 30. Maijul. / 12. Juni 1908greg. in St. Petersburg. Er wurde auf dem Schuwalowsky-Friedhof begraben.
Er war ein anerkannter Meister der kleinen Gattungen der Zeitschriftenprosa: seine Feuilletons, Improvisationen, Kalauer waren besonders in den frühen 1880er Jahren beliebt und wurden von A. P. Tschechow sehr geschätzt.
Er begann seine literarischen Aktivitäten im Jahr 1879 aus den Veröffentlichungen von humoristischen Skizzen zuerst in der Zeitschrift „Strekoza“(russisch «Стрекоза»), dann in der Zeitschrift „Oskolki“. In letzterer veröffentlichte er unter dem Pseudonym I. Grek (russisch И. Грэк), beteiligte sich aktiv an der Arbeit der Redaktion und leitete 1906–1908, nach dem Tod von N. A. Leikin, diese Redaktion.
1884, nach der Schließung der Zeitschrift „Otetschestwennyje Sapiski“  (russisch «Отечественные записки»), die konsequent die demokratischen Prinzipien des Journalismus vertrat, änderte sich der allgemeine Ton der Veröffentlichungen in „Oskolki“: satirische Skizzen erschienen fast gar nicht mehr und dafür wurden häuslichen Themen bevorzugt.
Nach seinem Austritt aus der Literarischen Gesellschaft im Jahr 1890 platzierte Bilibin kurze Rezensionen in der Zeitschrift „Oskolki“, veröffentlichte eine Sammlung von Humoristischen Mustern (1898) und versuchte, Dekadenzdichtung („Extracts of Modern Fiction“ (russisch «Отрывки современной беллетристики»), 1898) und Drama („Marionettentheater“ (russisch «Театр марионеток»), zwischen 1902 und 1908) zu parodieren, aber sie zogen keine Leser mehr an.
Er wandte sich dem Genre der Belletristik zu. Im Jahr 1906 schrieb er ein satirisches Science-Fiction-Stück „Frauen auf dem Mars.  Eine phantastische Farce in 3 Akten“, in der Erdbewohner auf dem Mars eine „umgekehrte Hausordnung (Domostroi)“ entdecken: Die Gesellschaft wird von Frauen regiert, wobei ihnen das Recht auf Bildung vorbehalten ist.